# کاس انور
کاس انور (انگلیسی: Cas Anvar؛ زادهٔ) بازیگر، صداپیشه و نویسنده اهل کشور کانادا است. وی در شهر رجاینا از والدینی ایرانی متولد شد و سپس در شهر مونترآل بزرگ شد. او به زبان‌های انگلیسی، فرانسوی و فارسی مسلط است و آشنایی کمی هم به زبان‌های عربی، هندی و اسپانیایی دارد.
از فیلم‌هایی که وی در آن نقش داشته است می‌توان به مجازاتگر: منطقه جنگ، مأمور مخفی و اتاق اشاره کرد.